# Garnisonen, Linköping

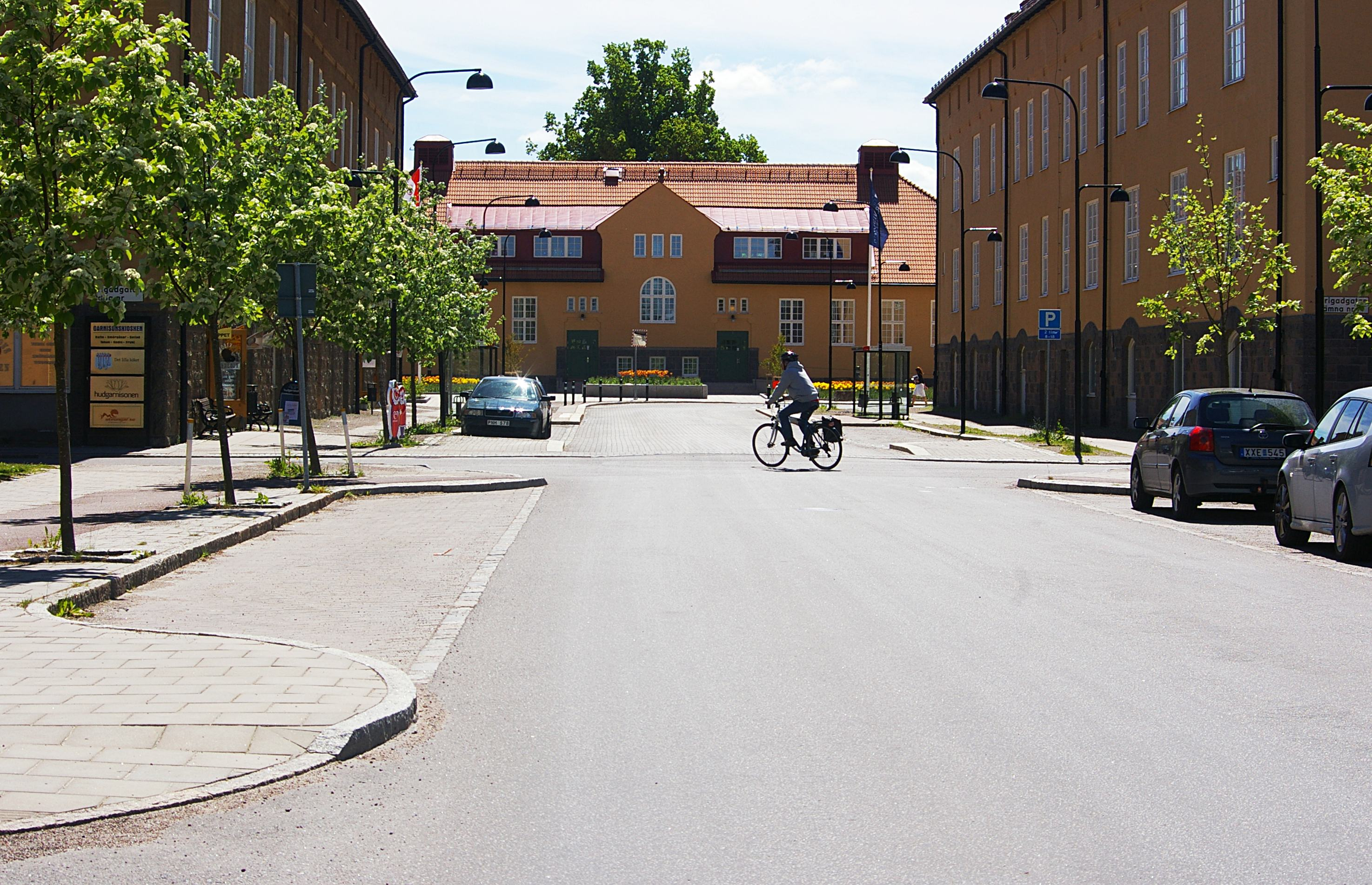
Brigadgatan som blir Kompanigatan, Stadsdelen Garnisonen i Linköping

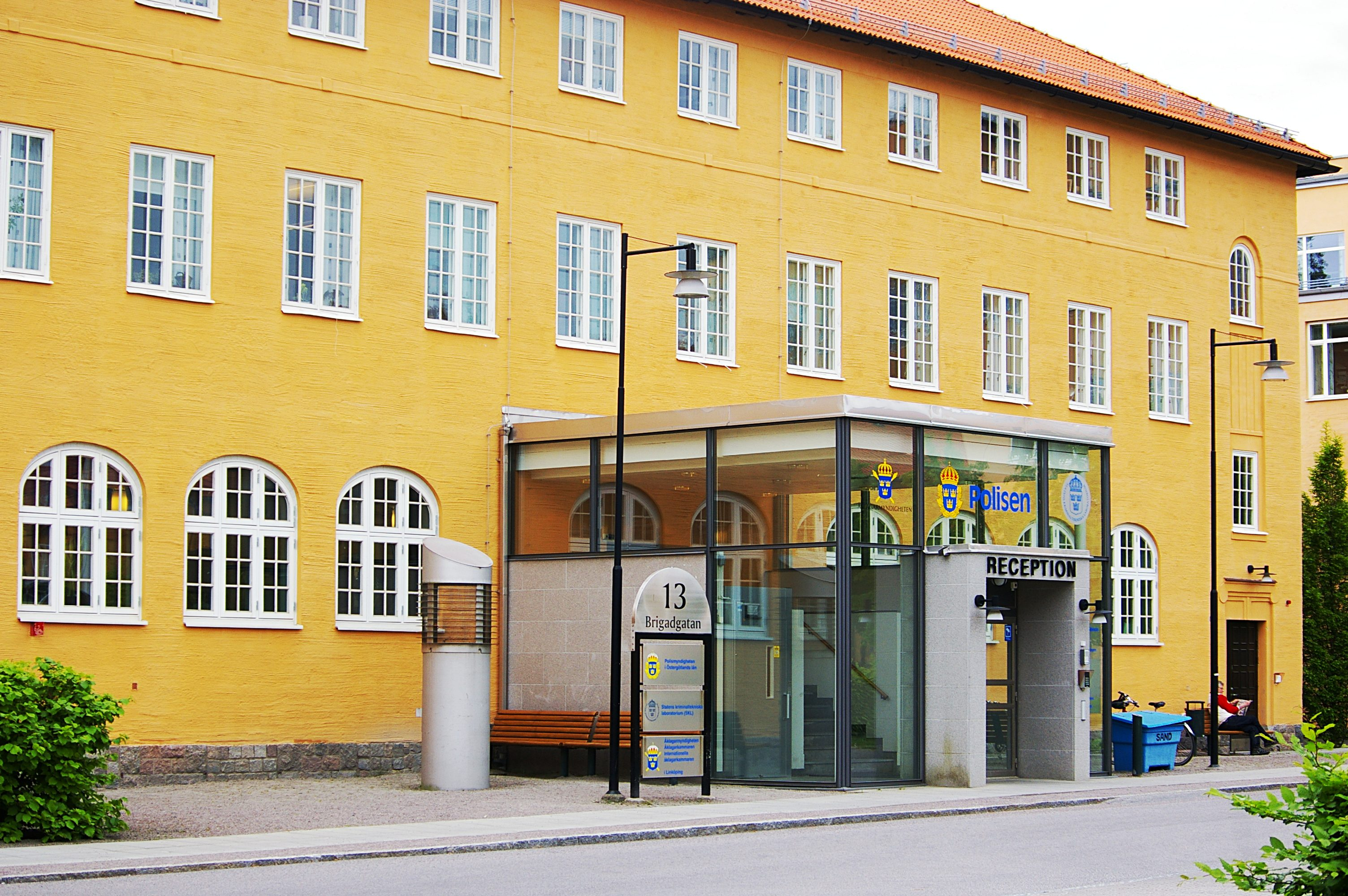
Linköpings polishus i stadsdelen Garnisonen

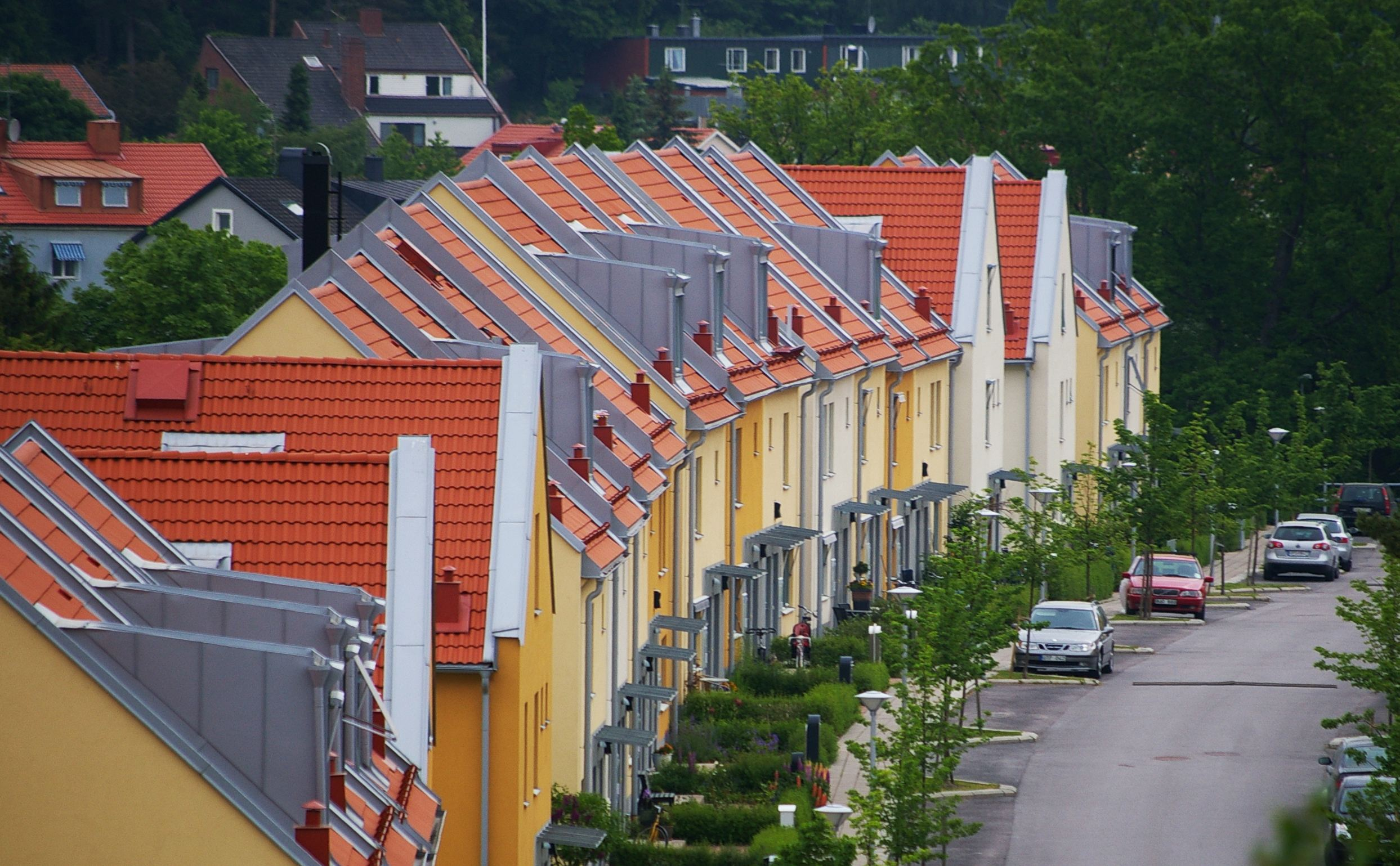
Stadsradhus i kvarteret Lilla Tinnerbäcksgränd i området södra Ekkällan, stadsdelen Garnisonen i Linköping

Garnisonen är en stadsdel i Linköping, som tidigare var platsen för de två, sedan juli 1997 nedlagda militära förbanden Livgrenadjärregementet (I 4) och Svea artilleriregemente (A 1). År 2000 bildades stadsdelen genom delning av Ekkällan.
I området finns bostäder, skolor, fritidshem, dagligvarubutik, kontor med mera. Där ligger även myndigheter som Linköpings tingsrätt, Polisen, Åklagarmyndigheten, Kriminalvården och Nationellt forensiskt centrum. I västra delen av området finns ett Garnisonsmuseum och Livgrenadjärmässen.
Antal invånare december 2008 var 1070.
Garnisonen gränsar till stadsdelarna Östra Valla, Ekkällan (området Södra Ekkällan ligger dock i stadsdelen Garnisonen), Ramshäll, Berga och den kommande stadsdelen Djurgården. Precis söder om stadsdelen ligger naturreservatet Tinnerö eklandskap.